# Walter Krüger (athlétisme)
Pour les articles homonymes, voir Walter Krüger et Krüger.
Le titre de cet article comprend le caractère ü. Si celui-ci n'est pas disponible ou n'est pas désiré, le titre peut être écrit comme Walter Krueger.
Walter Krüger (né le 11 avril 1930 à Altenpleen dans le Nordvorpommern) et mort le 28 octobre 2018 à Prohn, est un athlète est-allemand spécialiste du lancer de javelot.

## Biographie
Walter Krüger a commencé dans le club de sport du SC Traktor Schwerin.
Il a participé aux Jeux olympiques d'été de 1960 à Rome en Italie où il a remporté la médaille d'argent dans le lancer du javelot.
Après une blessure longue à se résorber, il a terminé sa carrière sportive au printemps 1962 et est devenu entraîneur.
 Plus tard, il a travaillé comme professeur de sport dans une école professionnelle. Jusqu'en 1990, il fut maire honoraire adjoint du village de Groß Mohrdorf en Mecklembourg-Poméranie-Occidentale. 
Il vit à compter de 1977 à Wendisch Langendorf dans la commune de Stralsund.